# Tapovan

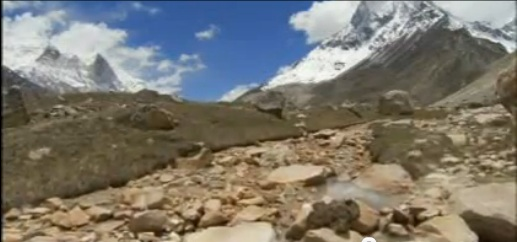

Tapovan és una prada situada a una altitud de 4.463 m. És el camp base per al cim de Shivling dels turons d'Uttaranchal. Des de la prada es té una vista bonica dels cims de Bhagirathi.
És a uns 8 km de Gaumuckh, la fi de la glacera Gangotri. És un lloc visitat per milers de turistes per a l'activitat d'aventura com alpinisme i travesses.